# Aethiopana
Aethiopana là một chi bướm ngày thuộc họ Lycaenidae.

## Hình ảnh

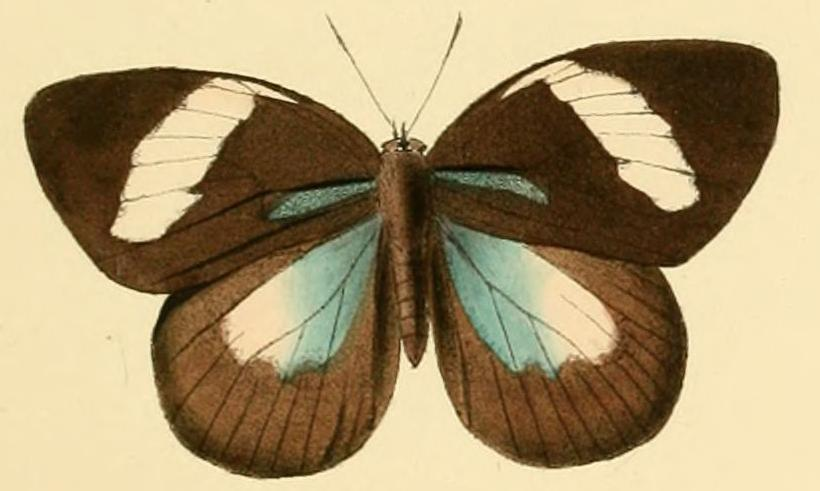
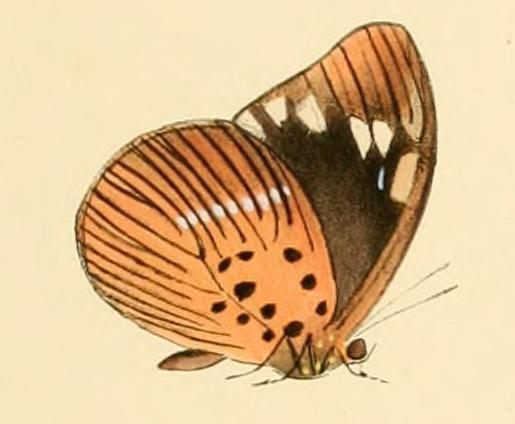